# Francis Maitland Balfour
Francis Maitland Balfour (Edimburg, 1851 — Aiguille Blanche, Mont Blanc, 1882) va ser un embriòleg escocès, germà del Primer ministre del Regne Unit Arthur James Balfour.
Va fer importants aportacions a l'embriologia del seu temps, i ser professor i catedràtic a la Universitat de Cambridge. Va morir durant una escalada al Mont Blanc.

## Obres
- Development of the Elasmobranch Fishes (1878)
- Comparative Embryology (1880-81)